# Иориатти, Глория
Глория Иориатти (итал. Gloria Ioriatti; род. 18 мая 2000, Эсин, провинция Брешиа, Италия) — итальянская конькобежка, специализирующаяся в шорт-треке. Чемпионка Европы 2025 года в эстафете, двукратный призёр чемпионатов Европы 2021 и 2025 годов, призёр чемпионата мира 2025 года.

## Биография
Глория Иориатти родилась в семье конькобежцев Эрманно Иориатти, участника Олимпийских игр с 1998 по 2010 года и Элизабетты Пицио, также участвовала на Олимпиаде 1994 года. Она начала кататься на коньках в коммуне Базельга-ди-Пине. Глория впервые выступила в соревнованиях младших девочек на турнире Трофео Аугусто Порра в 2009 году и заняла 1-е место. В 2013 году выиграла бронзу на чемпионате Италии среди девочек. Через год уже была второй, а в 2015 заняла первое место среди юниоров на национальном чемпионате.
В 2016 впервые выступила на юниорском чемпионате мира и заняла 32-е место в многоборье, следом участвовала на юношеских Олимпийских играх в Лиллехаммере и заняла 15-е место на 500 м и 8-е на 1000 м, в смешанной эстафете была 7-й. В 2018 Глория на юниорском чемпионате мира в Томашуве-Мазовецкрм вместе с командой выиграла бронзу в эстафете, а на юниорском чемпионате страны стала 4-й. На следующий год вновь выиграла бронзу в эстафете на чемпионате мира в Монреале, и стала чемпионкой Италии среди юниоров.
В 2021 году на чемпионате Европы в Гданьске заняла третье место в эстафете с Арианной Сигель, Синтией Машитто, Мартиной Вальчепиной и Эленой Вивьяни. выиграв первую свою медаль на международном уровне.
Глория закончила Университет Тренто на факультете юриспруденции.